# 팔레스타인 야구 국가대표팀
팔레스타인 야구 국가대표팀은 팔레스타인을 대표하는 야구 국가대표팀이다.
2023년 파키스탄에서 개최된 서아시아 야구컵 대회에 처음으로 국제대회에 정식 출전을 했다. 첫 출전한 대회에서 7개국 중 준우승을 차지하며 해외동포 주축의 성과를 보여주고 있다. 이 대회 준우승으로 아시아 야구 선수권 대회 출전권을 얻어 같은 해 열린 아시아 야구 선수권 대회에 출전해 2승3패로 7위를 차지했다.
2025년 이란에서 개최된 서아시아컵 대회에서는 파키스탄팀마저 누르고 우승을 차지했다.
현재 팔레스타인 내에 야구 인프라가 거의 없는 상황이라서 주로 북미지역에 거주하는 팔레스타인계 교포들이 국가대표 주축으로 출전하고 있다. 

## 역대 성적

### 아시아 선수권
- 2023년 아시아 야구 선수권 대회: 7위
- 2025년 아시아 야구 선수권 대회:

### 아시안컵 대회
- 2023년 서아시아컵 야구 대회:  준우승
- 2025년 서아시아컵 야구 대회:  우승